# Доситејев штап
Награда Доситеј Обрадовић, "Достејев штап“ се додељује за изванредно постигнуће у просвети,  науци и култури (појединачна дела, издавачки програми, уреднички и редитељски подухвати, часописи и манифестације који изазивају или су изазвали најширу друштвену пажњу).
Награду додељује Задужбина Доситеј Обрадовић. Задужбина годишње издаје публикацију “Доситеј” у време када су Доситејеви дани и тада се уједно додељује и награда “Доситејев штап”. Поред те награде додељује се и награда “Доситеј Обрадовић” страном издавачу за посебан допринос превођењу књижевног стваралаштва и предстваљању српске културе у иностранству.
Награда "Доситејев штап" биће уручивана на сваке три године. Крајем сваке године биће одржани научни скуп и свечана академија, посвећени Доситеју Обрадовићу.